# Metro Plaza
Il Metro Plaza è un complesso composto da due grattacieli situato a Guangzhou, Guangdong, in Cina. 

## Descrizione
Esso è composto dal Metro Plaza I alto 198,8 m con 52 piani e dal  China Mayors Tower alto 116 m con 28. La costruzione è iniziata nel 1994 ed è finita nel 1996. Gli edifici si caratterizzano per un particolare rivestimento esterno che gli dà un colore simile all'oro.